# Psychotria arborescens
Psychotria arborescens är en måreväxtart som beskrevs av Adolph Daniel Edward Elmer. Psychotria arborescens ingår i släktet Psychotria och familjen måreväxter. Inga underarter finns listade i Catalogue of Life.